# Stéfan Clément
Stéfan Clément (ur. 1 października 1995) – francuski zapaśnik walczący w stylu klasycznym. Zajął piąte miejsce na mistrzostwach świata w 2023 roku.
Piąty na mistrzostwach Europy w 2024. Złoty medalista  mistrzostw śródziemnomorskich w 2015. Mistrz Francji w 2015, 2016, 2017 i 2020; drugi w 2021 i trzeci w 2014 roku.